# Dioscorea preslii
Dioscorea preslii là một loài thực vật có hoa trong họ Dioscoreaceae. Loài này được Steud. mô tả khoa học đầu tiên năm 1840.